# Serie GeForce 30
La serie GeForce 30 es un conjunto de unidades de procesamiento de gráficos (GPU) diseñadas y comercializadas por Nvidia, que suceden a la serie GeForce 20. La serie GeForce 30 se basa en la arquitectura Ampere, que cuenta con núcleos de trazado de rayos (RT) de segunda generación de Nvidia y núcleos Tensor de tercera generación. A través de Nvidia RTX, el trazado de rayos habilitado por hardware es posible en las tarjetas de la serie GeForce 30.
La línea, diseñada para competir con la serie de tarjetas Radeon RX 6000 de AMD, consta de la RTX 3050 de nivel de entrada y anteriormente exclusiva para portátiles y la RTX 3050 Ti exclusiva para portátiles, la RTX 3060 de gama media y la RTX 3060 Ti de gama media superior., gama alta RTX 3070, RTX 3070 Ti, RTX 3080 10 GB, RTX 3080 12 GB y entusiastas RTX 3080 Ti, RTX 3090 y RTX 3090 Ti. Esta es la última generación de NVIDIA que tiene soporte oficial para Windows 7 y 8.x, ya que los últimos controladores disponibles para esta generación requieren Windows 10.
La serie GeForce 30 comenzó a distribuirse el 17 de septiembre de 2020. El lanzamiento inicial, que consta de RTX 3070, RTX 3080 y RTX 3090, se produjo durante la actual escasez mundial de chips de 2020 hasta el presente, lo que resultó en una escasez generalizada y notable de la serie en su conjunto que duró desde el lanzamiento de la serie hasta 2022.
La serie GeForce 30 fue reemplazada por la serie GeForce 40, impulsada por la microarquitectura Ada Lovelace.

## Problemas de lanzamiento y disponibilidad
El día de lanzamiento del RTX 3080 fue el 17 de septiembre de 2020. La falta de funcionalidad de pre-pedido y la alta demanda exacerbada por la pandemia de COVID-19, y el aumento en el scalping, dieron como resultado que una gran cantidad de minoristas en línea tuvieran problemas con la gran cantidad de compras. Newegg se había vendido por completo como se esperaba el Black Friday. Se formaron largas filas afuera de las tiendas físicas con stock, como Micro Center en Estados Unidos, y Dospara en Japón. Los usuarios de Twitter informaron que usaron bots para comprar una gran cantidad de tarjetas para revenderlas a precios más altos.
Nvidia emitió un comunicado al día siguiente, disculpándose por las dificultades con su tienda en línea, que dejó de funcionar el día del lanzamiento debido al alto tráfico. El 2 de octubre, Nvidia anunció que retrasaría dos semanas el lanzamiento de las tarjetas RTX 3070 para garantizar la disponibilidad. El 5 de octubre, el CEO de Nvidia, Jensen Huang, anunció retrasos debido a la escasez de suministros, que se esperaba que continuaran hasta 2021. El 9 de octubre, la compañía anunció que todas las tarjetas gráficas Founder's Edition en los Estados Unidos se venderían temporalmente a través de Best Buy, mientras que la tienda web oficial se actualizaría para mejorar la experiencia de compra. A principios de diciembre, Nvidia atribuyó la continua escasez de componentes a la escasez de obleas de Samsung, lo que resultó en escasez de chips, entre otros factores.
La escasez de tarjetas de la serie RTX 30 continuó en 2021 y ha continuado desde su lanzamiento. En un esfuerzo por limitar las compras de los criptomineros, Nvidia anunció en febrero que las tarjetas RTX 3060 podrían detectar algoritmos para extraer la criptomoneda Ethereum y reducir a la mitad la tasa de hash. Poco después del lanzamiento, NVIDIA lanzó accidentalmente una actualización del controlador que deshabilitó la detección. En marzo, TechRadar informó que la escasez podría continuar hasta el tercer trimestre del año, en parte culpando a la escasez global de memoria GDDR6 y a la compra de las tarjetas por parte de los criptomineros. En abril, la Oficina de Aduanas e Impuestos Especiales de Hong Kong incautó 300 tarjetas CMP que no eran de video.
Nvidia anunció oficialmente los nuevos SKU RTX 3080, RTX 3070, RTX 3060 Ti Limited Hash Rate (LHR) el 18 de mayo de 2021, lo que limita la tasa de hash de minería Ethash.
Nvidia lanzó la RTX 3080 Ti el 3 de junio y la RTX 3070 Ti una semana después, el 10 de junio. Ambos incluían el limitador de tasa de hash de minería de criptomonedas.
Ha habido múltiples intentos de satisfacer la demanda. EVGA tiene un sistema diseñado para poner a la gente en cola; el objetivo es evitar que las tarjetas se agoten rápidamente y disminuir el tiempo de espera.

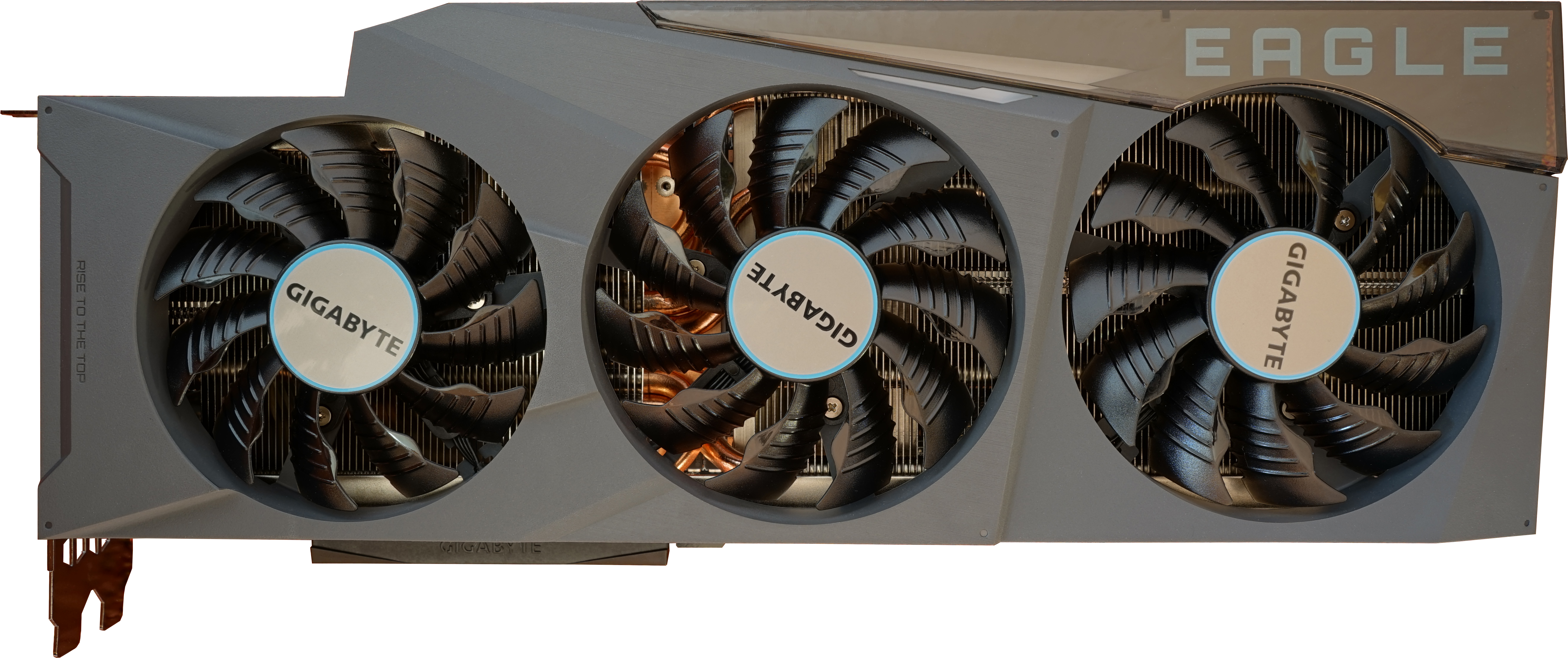
Una variante del mercado de accesorios del RTX 3090, fabricada por el fabricante Gigabyte

Además de Founders Edition, también hay una variedad de tarjetas de posventa, denominadas "tarjetas personalizadas" por Nvidia. El chip gráfico se toma de Nvidia y partes de la tarjeta se modifican según las especificaciones de la empresa. Dichas modificaciones incluyen: velocidades de reloj, ventiladores, disipadores de calor, conectores y estética. Estas tarjetas del mercado de accesorios tienden a funcionar mejor que las tarjetas internas de Nvidia, pero ese mayor rendimiento conlleva compensaciones en temperatura y consumo de energía. Los fabricantes incluyen: Gigabyte, MSI, ZOTAC, Asus, EVGA, INNO3D.
Nvidia lanzó oficialmente la tarjeta gráfica GeForce RTX 3080 de 12 GB el 11 de enero de 2022 y la tarjeta gráfica de escritorio GeForce RTX 3050 el 27 de enero de 2022. El RTX 3050 anteriormente solo tenía una variante de computadora portátil que se lanzó el 11 de mayo de 2021 junto con la variante de computadora portátil del RTX 3050 Ti que actualmente todavía no tiene una variante de escritorio. Nvidia lanzó oficialmente la GeForce RTX 3090 Ti el 29 de marzo de 2022.

## Detalles
Las mejoras arquitectónicas de la arquitectura Ampere incluyen lo siguiente:
- Capacidad de cómputo CUDA 8.6[31]
- Proceso Samsung 8nm 8N (diseñado a medida para NVIDIA)[32]
- Rendimiento duplicado de FP32 por SM en GPU Ampere
- Tensor Cores de tercera generación con FP16, bfloat16, TensorFloat-32 (TF32) y aceleración escasa
- Núcleos de trazado de rayos de segunda generación, además de trazado de rayos, sombreado y cómputo simultáneos
- Compatibilidad con memoria GDDR6X (versión RTX 3060Ti GDDR6X, RTX 3070 Ti, RTX 3080, RTX 3080 12 GB, RTX 3080 Ti, RTX 3090, RTX 3090 Ti)
- PCI Express 4.0
- NVLink 3.0 (RTX 3090, RTX 3090Ti)
- HDMI 2.1 compatible con FRL6 (48 Gbit/s) velocidad de transmisión[33]
- Decodificación de video por hardware PureVideo Feature Set K con decodificación por hardware AV1[34]

### Escritorio
- Solo RTX 3090 y RTX 3090 Ti admiten NVLink bidireccional.
- Todas las GPU RTX 30 se fabrican con nodo Samsung de 8 nm.[35]
- El rendimiento de precisión doble (FP64) de los chips Ampere es 1/64 del rendimiento de precisión simple (FP32).

| Modelo                   | Lanzamiento              | Precio de lanzamiento MSRP (USD) | Nombre en clave     | Transistores (mil millones) | Tamaño del chip (mm2) | Config. del núcleo   | Cantidad de SM | Caché L2 (MB) | Velocidad de reloj | Velocidad de reloj | Tasa de relleno | Tasa de relleno  | Memoria     | Memoria               | Memoria | Memoria             | Poder de procesamiento (TFLOPS) | Poder de procesamiento (TFLOPS) | Poder de procesamiento (TFLOPS) | Poder de procesamiento (TFLOPS) | TDP (vatios) |
| Modelo                   | Lanzamiento              | Precio de lanzamiento MSRP (USD) | Nombre en clave     | Transistores (mil millones) | Tamaño del chip (mm2) | Config. del núcleo   | Cantidad de SM | Caché L2 (MB) | Núcleo (MHz)       | Memoria (GT/s)     | Píxel (Gpx/s)   | Textura (Gtex/s) | Tamaño (GB) | Ancho de banda (GB/s) | Tipo    | Ancho del bus (bit) | Media (turbo)                   | Simple (turbo)                  | Doble (turbo)                   | Cómputo Tensor                  | TDP (vatios) |
| ------------------------ | ------------------------ | -------------------------------- | ------------------- | --------------------------- | --------------------- | -------------------- | -------------- | ------------- | ------------------ | ------------------ | --------------- | ---------------- | ----------- | --------------------- | ------- | ------------------- | ------------------------------- | ------------------------------- | ------------------------------- | ------------------------------- | ------------ |
| GeForce RTX 3050         | 16 de diciembre de 2022  |                                  | GA107-150           | 8.7                         | 200                   | 2560 80:32:20:80     | 20             | 2             | 1552 (1777)        | 14.0               | 49.66 (56.86)   | 124.2 (142.2)    | 8           | 224                   | GDDR6   | 128                 | 7.946 (9.098)                   | 7.946 (9.098)                   | 0.124 (0.142)                   | 36.4 [72.8]                     | 115          |
| GeForce RTX 3050         | 18 de julio de 2022      | OEM                              | GA106-150           | 12.0                        | 276                   | 2304 72:32:18:72     | 18             | 2             | 1515 (1755)        | 14.0               | 48.48 (56.16)   | 109.1 (126.4)    | 8           | 224                   | GDDR6   | 128                 | 6.981 (8.087)                   | 6.981 (8.087)                   | 0.109 (0.126)                   | 32.4 [64.8]                     | 130          |
| GeForce RTX 3050         | 27 de enero de 2022      | $249                             | GA106-150           | 12.0                        | 276                   | 2560 80:32:20:80     | 20             | 2             | 1552 (1777)        | 14.0               | 49.66 (56.86)   | 124.2 (142.2)    | 8           | 224                   | GDDR6   | 128                 | 7.946 (9.098)                   | 7.946 (9.098)                   | 0.124 (0.142)                   | 36.4 [72.8]                     | 130          |
| GeForce RTX 3060         | 25 de febrero de 2021    | $329                             | GA106-300           | 12.0                        | 276                   | 3584 112:48:28:112   | 28             | 3             | 1320 (1777)        | 15.0               | 63.36 (85.29)   | 147.8 (199.0)    | 12          | 360                   | GDDR6   | 192                 | 9.462 (12.74)                   | 9.462 (12.74)                   | 0.148 (0.199)                   | 51.2 [102.4]                    | 170          |
| GeForce RTX 3060         | Mayo de 2021             | $329                             | GA106-302           | 12.0                        | 276                   | 3584 112:48:28:112   | 28             | 3             | 1320 (1777)        | 15.0               | 63.36 (85.29)   | 147.8 (199.0)    | 12          | 360                   | GDDR6   | 192                 | 9.462 (12.74)                   | 9.462 (12.74)                   | 0.148 (0.199)                   | 51.2 [102.4]                    | 170          |
| GeForce RTX 3060         | Octubre de 2022          | $329                             | GA106-302           | 12.0                        | 276                   | 3584 112:48:28:112   | 28             | 3             | 1320 (1777)        | 15.0               | 63.36 (85.29)   | 147.8 (199.0)    | 8           | 240                   | GDDR6   | 128                 | 9.462 (12.74)                   | 9.462 (12.74)                   | 0.148 (0.199)                   | 51.2 [102.4]                    | 170          |
| GeForce RTX 3060         | Septiembre de 2021       |                                  | GA104-150           | 17.4                        | 392.5                 | 3584 112:48:28:112   | 28             | 3             | 1320 (1777)        | 15.0               | 63.36 (85.29)   | 147.8 (199.0)    | 12          | 360                   | GDDR6   | 192                 | 9.462 (12.74)                   | 9.462 (12.74)                   | 0.148 (0.199)                   | 51.2 [102.4]                    | 170          |
| GeForce RTX 3060 Ti      | 2 de diciembre de 2020   | $399                             | GA104-200           | 17.4                        | 392.5                 | 4864 152:80:38:152   | 38             | 4             | 1410 (1665)        | 14.0               | 112.8 (133.2)   | 214.3 (253.1)    | 8           | 448                   | GDDR6   | 256                 | 13.72 (16.20)                   | 13.72 (16.20)                   | 0.214 (0.253)                   | 64.8 [129.6]                    | 200          |
| GeForce RTX 3060 Ti      | Mayo de 2021             | $399                             | GA104-202           | 17.4                        | 392.5                 | 4864 152:80:38:152   | 38             | 4             | 1410 (1665)        | 14.0               | 112.8 (133.2)   | 214.3 (253.1)    | 8           | 448                   | GDDR6   | 256                 | 13.72 (16.20)                   | 13.72 (16.20)                   | 0.214 (0.253)                   | 64.8 [129.6]                    | 200          |
| GeForce RTX 3060 Ti      | Octubre de 2022          |                                  | GA104-202           | 17.4                        | 392.5                 | 4864 152:80:38:152   | 38             | 4             | 1410 (1665)        | 9.5                | 112.8 (133.2)   | 214.3 (253.1)    | 8           | 608                   | GDDR6X  | 256                 | 13.72 (16.20)                   | 13.72 (16.20)                   | 0.214 (0.253)                   | 64.8 [129.6]                    | 200          |
| GeForce RTX 3060 Ti      | 23 de febrero de 2022    | $399                             | GA103-200           | 22                          | 496                   | 4864 152:80:38:152   | 38             | 4             | 1410 (1665)        | 14.0               | 112.8 (133.2)   | 214.3 (253.1)    | 8           | 448                   | GDDR6   | 256                 | 13.72 (16.20)                   | 13.72 (16.20)                   | 0.214 (0.253)                   | 64.8 [129.6]                    | 200          |
| GeForce RTX 3070         | 29 de octubre de 2020    | $499                             | GA104-300 GA104-302 | 17.4                        | 392.5                 | 5888 184:96:46:184   | 46             | 4             | 1500 (1725)        | 14.0               | 144.0 (165.6)   | 276.0 (317.4)    | 8           | 448                   | GDDR6   | 256                 | 17.66 (20.31)                   | 17.66 (20.31)                   | 0.276 (0.317)                   | 81.3 [162.6]                    | 220          |
| GeForce RTX 3070 Ti      | 10 de junio de 2021      | $599                             | GA104-400           | 17.4                        | 392.5                 | 6144 192:96:48:192   | 48             | 4             | 1580 (1770)        | 9.5                | 151.6 (169.9)   | 303.3 (339.8)    | 8           | 608                   | GDDR6X  | 256                 | 19.42 (21.70)                   | 19.42 (21.70)                   | 0.303 (0.340)                   | 87 [174]                        | 290          |
| GeForce RTX 3070 Ti      | Octubre de 2022          | $599                             | GA102-150           | 28.3                        | 628.4                 | 6144 192:96:48:192   | 48             | 4             | 1580 (1770)        | 9.5                | 151.6 (169.9)   | 303.3 (339.8)    | 8           | 608                   | GDDR6X  | 256                 | 19.42 (21.70)                   | 19.42 (21.70)                   | 0.303 (0.340)                   | 87 [174]                        | 320          |
| GeForce RTX 3080         | 17 de septiembre de 2020 | $699                             | GA102-200 GA102-202 | 28.3                        | 628.4                 | 8704 272:96:68:272   | 68             | 5             | 1440 (1710)        | 9.5                | 138.2 (164.2)   | 391.7 (465.1)    | 10          | 760                   | GDDR6X  | 320                 | 25.07 (29.77)                   | 25.07 (29.77)                   | 0.392 (0.465)                   | 119 [238]                       | 320          |
| GeForce RTX 3080 (12 GB) | 11 de enero de 2022      | $799                             | GA102-220           | 28.3                        | 628.4                 | 8960 280:96:70:280   | 70             | 5             | 1260 (1710)        | 9.5                | 120.9 (164.2)   | 325.8 (478.8)    | 12          | 912                   | GDDR6X  | 384                 | 22.58 (30.64)                   | 22.58 (30.64)                   | 0.353 (0.478)                   | 122 [244]                       | 350          |
| GeForce RTX 3080 Ti      | 3 de junio de 2021       | $1199                            | GA102-225           | 28.3                        | 628.4                 | 10240 320:112:80:320 | 80             | 6             | 1365 (1665)        | 9.5                | 152.8 (186.5)   | 436.8 532.8)     | 12          | 912                   | GDDR6X  | 384                 | 27.96 (34.10)                   | 27.96 (34.10)                   | 0.437 (0.533)                   | 136 [273]                       | 350          |
| GeForce RTX 3090         | 24 de septiembre de 2020 | $1499                            | GA102-250 GA102-300 | 28.3                        | 628.4                 | 10496 328:112:82:328 | 82             | 6             | 1395 (1695)        | 9.75               | 156.2 (189.8)   | 457.6 (556.0)    | 24          | 936                   | GDDR6X  | 384                 | 29.28 (35.58)                   | 29.28 (35.58)                   | 0.458 (0.556)                   | 142 [284]                       | 350          |
| GeForce RTX 3090 Ti      | 29 de marzo de 2022      | $1999                            | GA102-350           | 28.3                        | 628.4                 | 10752 336:112:84:336 | 84             | 6             | 1560 (1860)        | 10.5               | 174.7 (208.3)   | 524.1 (625.0)    | 24          | 1008                  | GDDR6X  | 384                 | 33.55 (39.99)                   | 33.55 (39.99)                   | 0.524 (0.625)                   | 160 [320]                       | 450          |

### Computadora portátil
- Todas las GPU RTX 30 móviles admiten Max-Q de cuarta generación. La decisión de habilitar Max-Q Technologies como Dynamic Boost 2.0 y WhisperMode 2.0 en los dispositivos está a cargo de su fabricante.[64][65][66]
- Todos los modelos cuentan con memoria GDDR6.

| Modelo                     | Lanzamiento           | Nombre en clave     | Transistores (mil millones) | Tamaño del chip (mm2) | Config. del núcleo | Cantidad de SM | Caché L2 (MB) | Velocidad de reloj   | Velocidad de reloj | Tasa de relleno | Tasa de relleno  | Memoria     | Memoria               | Memoria             | Poder de procesamiento (TFLOPS) | Poder de procesamiento (TFLOPS) | Poder de procesamiento (TFLOPS) | Rendimiento del trazado de rayos | Rendimiento del trazado de rayos | Rendimiento del trazado de rayos | TDP (vatios) |
| Modelo                     | Lanzamiento           | Nombre en clave     | Transistores (mil millones) | Tamaño del chip (mm2) | Config. del núcleo | Cantidad de SM | Caché L2 (MB) | Núcleo (MHz)         | Memoria (GT/s)     | Píxel (Gpx/s)   | Textura (Gtex/s) | Tamaño (GB) | Ancho de banda (GB/s) | Ancho del bus (bit) | Media (turbo)                   | Simple (turbo)                  | Doble (turbo)                   | Rays/s (mil millones)            | RTX-OPS (billones)               | Tensor TFLOPS                    | TDP (vatios) |
| -------------------------- | --------------------- | ------------------- | --------------------------- | --------------------- | ------------------ | -------------- | ------------- | -------------------- | ------------------ | --------------- | ---------------- | ----------- | --------------------- | ------------------- | ------------------------------- | ------------------------------- | ------------------------------- | -------------------------------- | -------------------------------- | -------------------------------- | ------------ |
| GeForce RTX 3050 Laptop    | 11 de mayo de 2021    | GA107 (GN20-P0)     | 8.7                         | 200                   | 2048 64:32:16:64   | 16             | 2             | 712–1530 (1057–1740) | 12.0               | 48.96 (55.68)   | 97.92 (111.4)    | 4           | 192                   | 128                 | 2.916 (4.329)                   | 2.916 (4.329)                   | 0.046 (0.067)                   | 2.92–6.27 4.33–7.13              | 0.016–0.098 0.068–0.111          | 2.92–6.27 4.33–7.13              | 35–80        |
| GeForce RTX 3050 Ti Laptop | 11 de mayo de 2021    | GA107 (GN20-P1)     | 8.7                         | 200                   | 2560 80:32:20:80   | 20             | 2             | 735–1463 (1035–1695) | 12.0               | 46.82 (54.24)   | 117.0 (135.6)    | 4           | 192                   | 128                 | 3.763 (5.299)                   | 3.763 (5.299)                   | 0.059 (0.082)                   | 3.76–7.49 5.30–8.68              | 0.059–0.117 0.083–0.136          | 3.76–7.49 5.30–8.68              | 35–80        |
| GeForce RTX 3060 Laptop    | 25 de febrero de 2021 | GA106 (GN20-E3)     | 12.0                        | 276                   | 3840 120:48:30:120 | 30             | 3             | 817–1387 (1283–1703) | 14.0 (12.0)        | 66.58 (81.74)   | 166.4 (204.4)    | 6           | 336 (288)             | 192                 | 6.912 (10.94)                   | 6.912 (10.94)                   | 0.108 (0.171)                   | 6.91–10.65 9.85–13.08            | 0.108–0.166 0.154–0.204          | 6.91–10.65 9.85–13.08            | 60–115       |
| GeForce RTX 3070 Laptop    | 12 de enero de 2021   | GA104-770 (GN20-E5) | 17.4                        | 392                   | 5120 160:80:40:160 | 40             | 4             | 780–1215 (1290–1620) | 14.0 (12.0)        | 97.20 (129.6)   | 194.4 (259.2)    | 8           | 448 (384)             | 256                 | 11.36 (15.97)                   | 11.36 (15.97)                   | 0.178 (0.249)                   | 11.37–12.44 13.21–16.59          | 0.178–0.194 0.206–0.259          | 11.37–12.44 13.21–16.59          | 80–125       |
| GeForce RTX 3070 Ti Laptop | 1 de febrero de 2022  | GA104 (GN20-E6)     | 17.4                        | 392                   | 5888 184:96:46:184 | 46             | 4             | 510–1035 (1035–1485) | 14.0 (12.0)        | 99.36 (142.6)   | 190.4 (273.2)    | 8           | 448 (384)             | 256                 | 12.93 (14.62)                   | 12.93 (14.62)                   | 0.202 (0.228)                   |                                  |                                  |                                  | 80–125       |
| GeForce RTX 3080 Laptop    | 12 de enero de 2021   | GA104-775 (GN20-E7) | 17.4                        | 392                   | 6144 192:96:48:192 | 48             | 4             | 780–1350 (1245–1710) | 14.0 (12.0)        | 129.6 (164.2)   | 259.2 (328.3)    | 8 16        | 448 (384)             | 256                 | 13.64 (18.98)                   | 13.64 (18.98)                   | 0.213 (0.296)                   | 13.64–16.59 15.30–21.01          | 0.213–0.259 0.239–0.328          | 13.64–16.59 15.30–21.01          | 80–150       |
| GeForce RTX 3080 Ti Laptop | 1 de febrero de 2022  | GA103 (GN20-E8)     | 22                          | 496                   | 7424 232:96:58:232 | 58             | 4             | 585–1230 (1125–1590) | 16.0 (12.0)        | 118.1 (152.6)   | 285.4 (368.9)    | 16          | 512 (384)             | 256                 | 14.43 (18.71)                   | 14.43 (18.71)                   | 0.225 (0.292)                   |                                  |                                  |                                  | 80–150       |